# Марлборо Тауншип (округ Монтгомері, Пенсільванія)
Марлборо Тауншип (англ. Marlborough Township) — селище (англ. township) в США, в окрузі Монтгомері штату Пенсільванія. Населення — 3520 осіб (2020).

## Демографія
Згідно з переписом 2010 року, у селищі мешкало 3178 осіб у 1278 домогосподарствах у складі 915 родин. Було 1361 помешкання
Расовий склад населення:
| - 97,4 % — білих - 1,0 % — чорних або афроамериканців - 0,2 % — корінних американців - 0,2 % — азіатів |

До двох чи більше рас належало 1,0 %. Частка іспаномовних становила 1,2 % від усіх жителів.
За віковим діапазоном населення розподілялося таким чином: 20,8 % — особи молодші 18 років, 64,5 % — особи у віці 18—64 років, 14,7 % — особи у віці 65 років та старші. Медіана віку мешканця становила 45,2 року. На 100 осіб жіночої статі у селищі припадало 101,0 чоловіків;  на 100 жінок у віці від 18 років та старших — 102,1 чоловіків також старших 18 років.
Середній дохід на одне домашнє господарство  становив 85 475 доларів США (медіана — 73 284), а середній дохід на одну сім'ю — 94 137 доларів (медіана — 79 063). За межею бідності перебувало 5,2 % осіб, у тому числі 3,7 % дітей у віці до 18 років та 6,8 % осіб у віці 65 років та старших.
Цивільне працевлаштоване населення становило 1683 особи. Основні галузі зайнятості: освіта, охорона здоров'я та соціальна допомога — 23,4 %, виробництво — 19,7 %, будівництво — 8,7 %, роздрібна торгівля — 8,6 %.